# Chùa Hổ

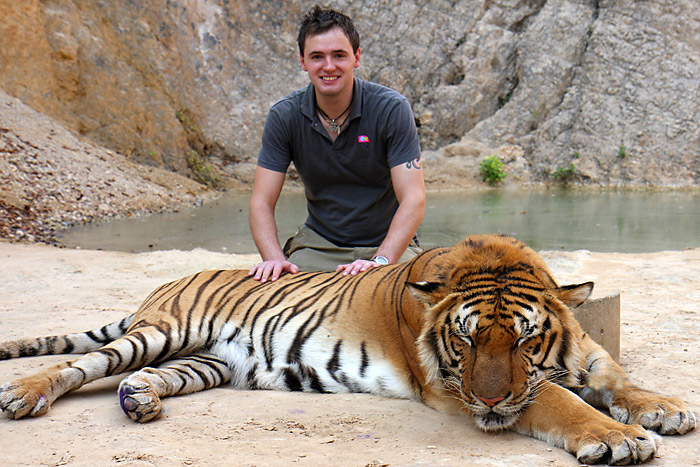
Một du khách phương Tây chụp ảnh với một con hổ trưởng thành tại chùa hổ

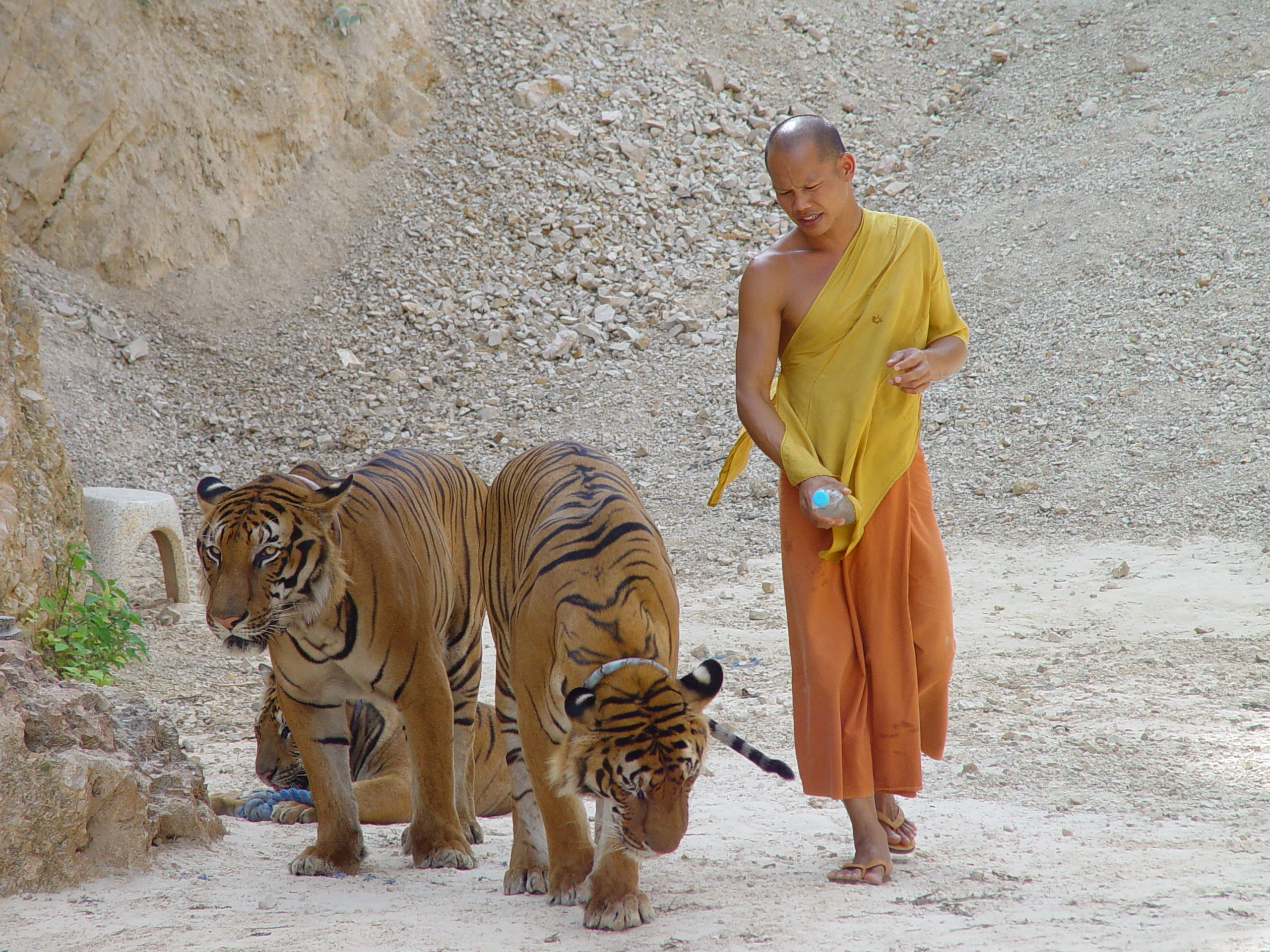
Một nhà sư đang dắt hổ đi dạo tại Wat Phra Luang Ta Bua

Chùa Hổ hay còn gọi là chùa Wat Pha Luang Ta Bua (tiếng Thái: วัดป่าหลวงตามหาบัว ญาณสัมปันโน) là một ngôi chùa Phật giáo tọa lạc tại tỉnh Kanchanaburi, phía tây bắc Bangkok, thuộc Thái Lan gần biên giới Myanmar. Đây là ngôi chùa nổi tiếng vì nuôi nhiều hổ (phân loài hổ Đông Dương) với hình thức các nhà sư nuôi chúng, đây cũng là một địa điểm du lịch hấp dẫn. Chùa Hổ là một điểm đến hấp dẫn du khách tham quan, chụp ảnh cảnh sinh hoạt của hổ và cho hổ con uống sữa.
Tuy nhiên vào năm 2016, người ta đã phát hiện ra rằng ngôi chùa này là đầu têu của một mạng lưới buôn bán hổ quy mô lớn ở Thái Lan, sau vụ việc phát hiện những cái xác hổ ướp lạnh chuẩn bị đem đi tiêu thụ, ngôi chùa này hiện bị điều tra vì nghi liên quan tới hoạt động buôn lậu và ngược đãi động vật. Bê bối chùa Hổ hé lộ hoạt động buôn lậu tỷ USD ở châu Á trong đó điểm đến cuối cùng là Trung Quốc. Tuy nhiên, Chùa Hổ cho đến giờ vẫn phủ nhận cáo buộc rằng họ thực hiện chương trình nhân giống, vận chuyển và buôn bán trái phép động vật nguy cấp.

## Các hoạt động

### Thành lập
Ngay từ khi thành lập vào năm 1994, chùa Wat Pa Luangta Bua đã nổi danh là nơi ẩn náu cho thú rừng. Sự việc bắt đầu khi dân làng mang đến nhà chùa một con chim rừng bị thương, nhờ các thầy chăm sóc. Tiếng kêu của con chim này lại thu hút nhiều đàn chim khác kéo đến. Một con heo rừng bị thương vô tình chạy lạc vào chùa cũng được chữa trị, nhưng khi các thầy thả nó trở lại vào rừng, con heo lại đưa cả gia đình gồm 10 con khác quay trở lại chùa, và đến nay có vô số lợn rừng cư trú tại đây. Dân làng quanh vùng còn mang đến đây cả những con thú mà họ không muốn nuôi: trâu, bò, ngựa, nai, dê rừng, vượn. Tất cả tạo thành một bầy thú đông đúc, được thả rong trong khu đất rộng lớn của nhà chùa. Năm 1999, họ nhận hổ con đầu tiên từ những người dân trong làng gần đó. Sau đó con vật chết, nhưng người ta tiếp tục mang những con hổ khác tới đây và có 150 con hổ đang sống trong chùa. 

### Nuôi hổ

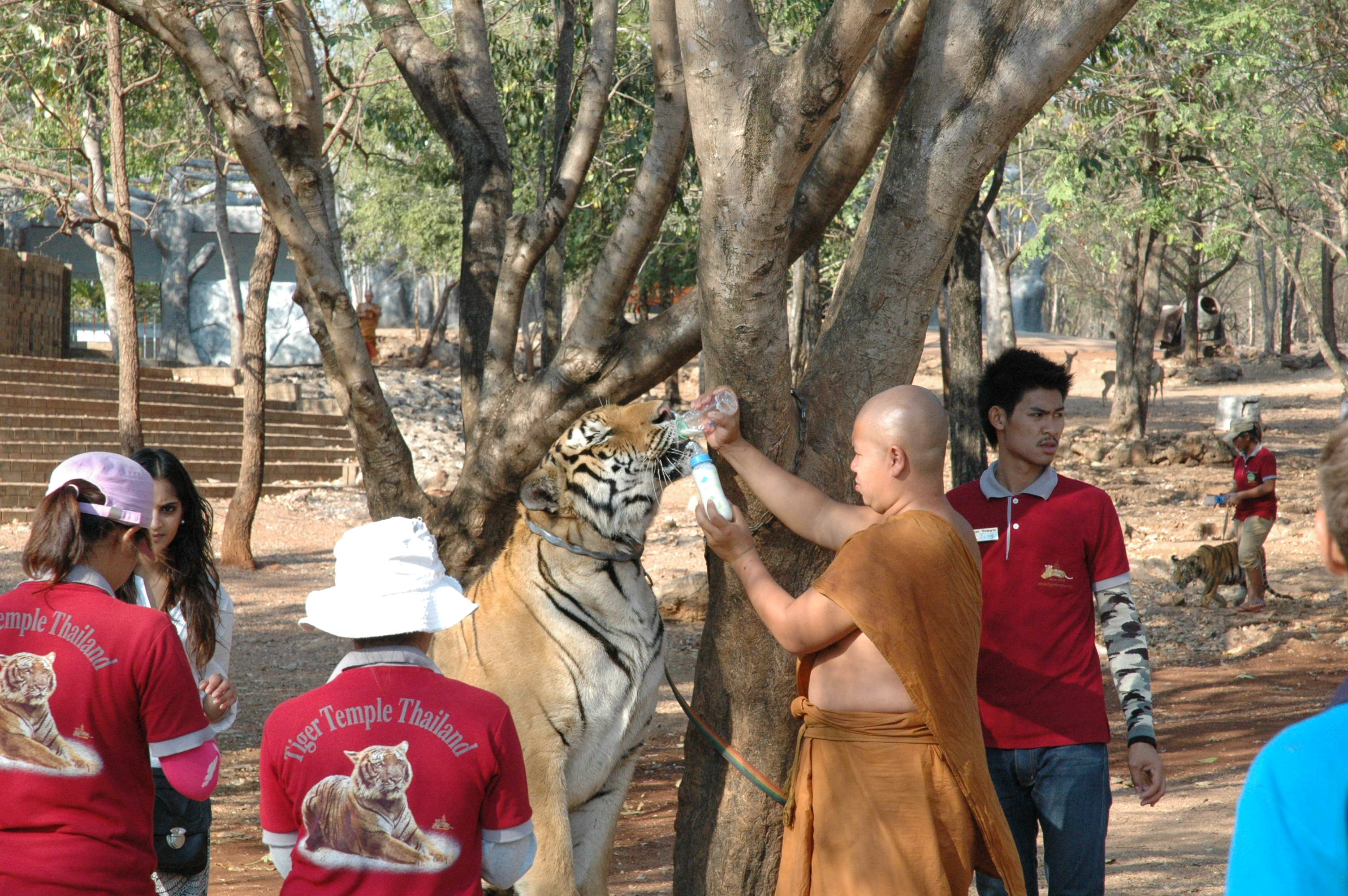
Một nhà sư đang cho hổ bú bình

Có một hổ cái con chừng vài thàng tuổi, bị suy kiệt và đầy vết thương. Cả hàm răng, nhất là răng nanh bị mài mòn đến sát lợi. Mẹ nó đã bị các tay săn trộm giết chết gần vùng biên giới Thái Lan - Miến Điện. Hổ con được bán cho những người làm thú nhồi, nhưng may mắn thoát chết dù đã bị tiêm phooc-môn (chất bảo quản) vào cổ. Nhờ sự chăm sóc tận tình của các thầy, hổ con dần hồi phục. Tuy vậy, năm tháng sau đó, con hổ này chết vì bệnh.
Chỉ vài tuần lễ sau khi con hổ con đầu tiên chết tại chùa Wat Pa Luangta Bua, bốn con hổ đực khỏe mạnh được dân địa phương mang đến chùa và sau đó cảnh sát tuần tra biên giới lại tịch thu, giao thêm được bốn con hổ cái tạo thành một bầy hổ trong chùa. Thời gian trôi qua, những chú cọp này trưởng thành, sinh sản và hiện nay đã có 34 con, chúng rất hiền lành, ai cũng có thể sờ, vuốt ve hoặc ngồi bên cạnh để chụp hình. 

### Thuần hóa hổ
Tại ngôi chùa, các nhà tu hành thuần dưỡng hổ bằng tay không. Ở chùa, hổ được nuôi bằng thịt gà, thịt bò nấu chín, nhất là trong thời gian xảy ra dịch cúm gia cầm. Chúng còn được bổ sung thức ăn khô dành riêng cho mèo nhằm tăng dưỡng chất. Do thịt được nấu chín nên hổ không còn nhận được mùi tanh của máu tươi. Đồng thời, do được các thầy nuôi từ nhỏ nên chúng gắn bó, thân thiện với con người, quen với việc khách đến tham quan và dễ dàng chấp nhận chụp ảnh kỷ niệm với khách.
Theo sư Pra-Acharn Phusit cho biết: “Người con Phật tin có tái sanh, vì thế tôi cho rằng những chú cọp này đã từng là thân thích họ hàng của tôi trong quá khứ. Tôi nghĩ thú vật cũng có những đặc điểm giống như con người, chúng cũng biết đói, biết tức giận, biết mệt…Vì thế tôi đã áp dụng lòng thương tưởng và cái biết của mình để nuôi dưỡng thuần hóa chúng.”
Hổ được nuôi ở đây chưa bao giờ tấn công người, chỉ đôi khi gầm gừ có vẻ phản đối, nhưng lại dịu đi sau vài cái vuốt ve. Các thầy phụ trách việc nuôi dạy hổ luôn kiểm soát được mọi hành vi của chúng. Không một thầy nào tại chùa Wat pa Luangta Bua được huấn luyện vể kỹ năng nuôi dạy thú, nhưng chỉ với tấm lòng trắc ẩn bao dung, họ tự rút ra bài học kinh nghiệm khi chăm sóc chúng. Các thầy trong không gian nhà chùa đều không hề bị tiêm chất thuốc nào làm cho chúng trông hiền đi.

### Dịch vụ

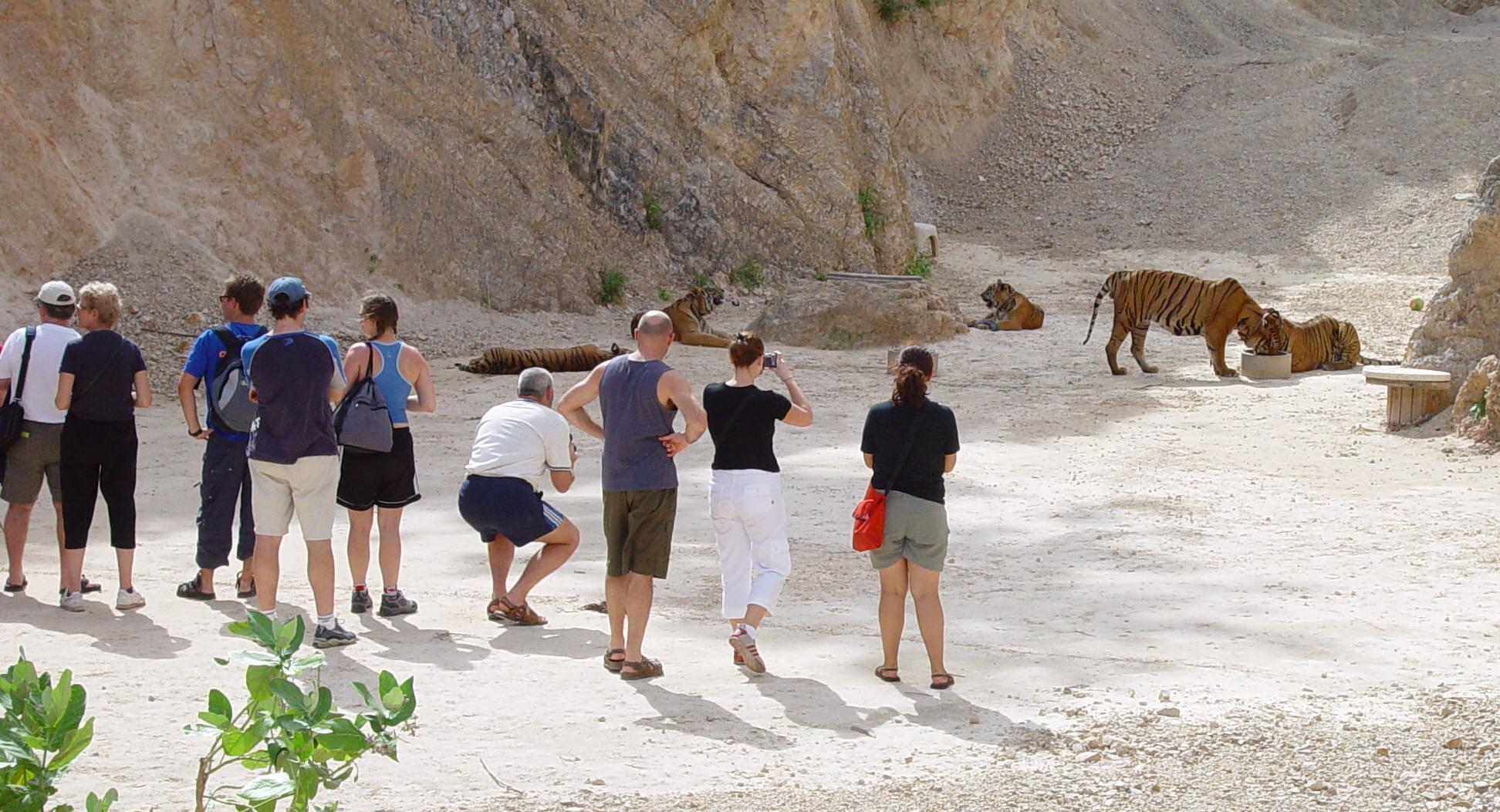
Du khách phương Tây chụp ảnh hổ tại chùa

Các nhà sư trong một chùa ở miền tây Thái Lan thuần hóa những con hổ lớn, hung dữ để chúng trở nên thân thiện với con người. Rất nhiều du khách tới chùa để ngắm đàn hổ. Khi thăm chùa, du khách phải trả khoảng 20 USD cho mỗi lần thăm chùa Wat Pha Luang Ta Bua tức chùa Hổ nằm ở tỉnh Kanchanaburi, phía tây thủ đô Bangkok, Thái Lan. Tại đây, du khách có cơ hội nhìn ngắm chúa sơn lâm sống gần gũi, thân thiện bên cạnh con người. Du khách sẽ mất thêm 30 USD nếu muốn cho hổ con ăn hoặc chụp ảnh chung với những con hổ trưởng thành.

### Cảnh báo
Một trong những con hổ lớn nhất trong chùa có trọng lượng khoảng 300 kg. Nó sống ở Chùa trong 7 năm qua. Thông thường, bầy hổ tỏ ra rất thân thiện với các nhà tu hành và du khách. Tuy nhiên, bản năng hoang dã khiến chúng có thể tấn công người nuôi dưỡng bất kỳ lúc nào. một con hổ lớn đã tấn công trụ trì Luang Ta Jan, người đã thuần dưỡng nó. May mắn thay, vết thương không gây nguy hiểm tới tính mạng của ông, con vật không định tấn công ông. Những vết xước nó gây ra giống cách một con mèo tấn công chủ. Tuy nhiên, tình hình trở nên nghiêm trọng vì móng vuốt của con hổ lớn hơn rất nhiều so với móng vuốt của mèo. Các tổ chức bảo vệ động vật hoang dã cho rằng các nhà sư không phải là đối tượng phù hợp để nuôi hổ. Họ cũng cảnh báo nguy cơ chúng tấn công du khách.

## Bê bối

### Phát hiện

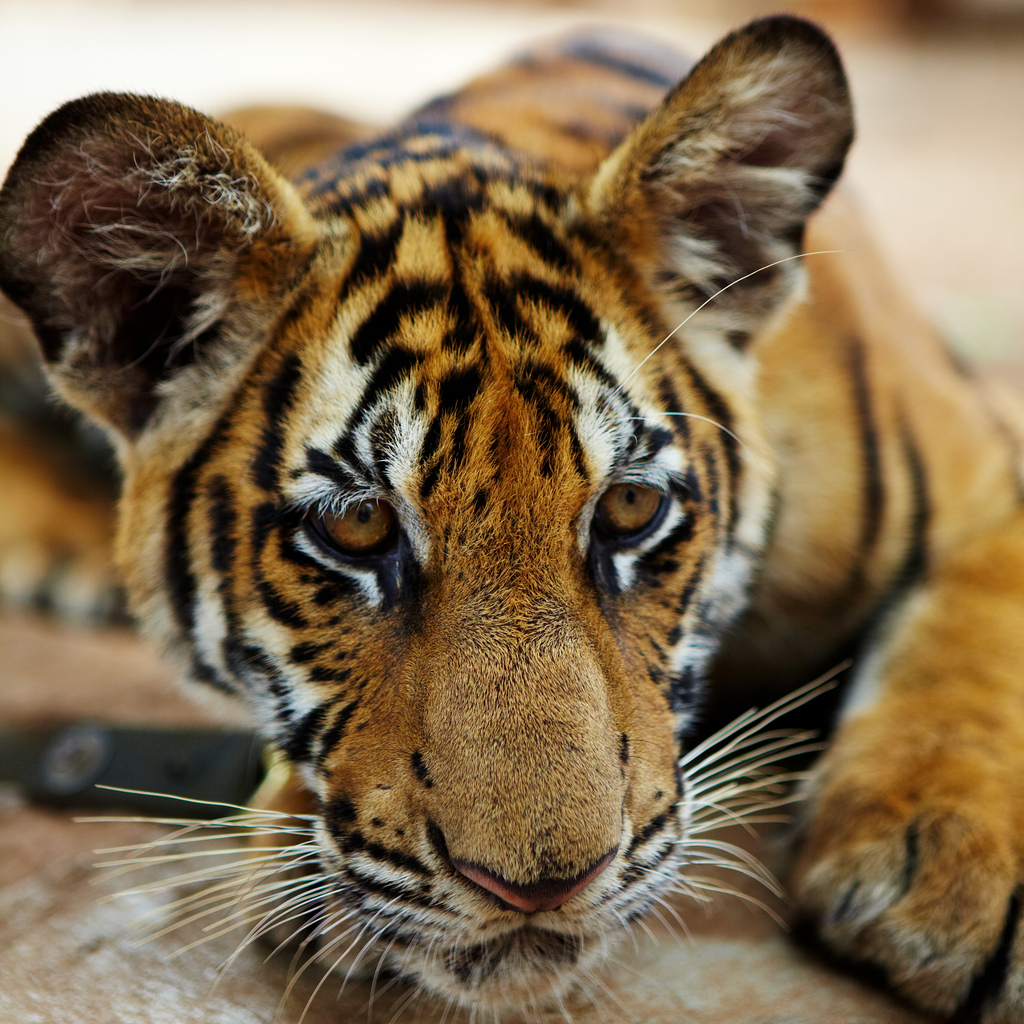
Một con hổ con tại chùa

Có ý kiến cho rằng chùa Wat Pha Luang Ta Bua nuôi hổ bất hợp pháp. Trên các diễn đàn trực tuyến, nhiều du khách tố cáo những con hổ ở đây dường như bị bỏ thuốc mê. Các nhà bảo vệ động vật đã phát hiện khoảng 20 xác hổ non trong các lọ chứa chất lỏng tại chùa Wat Pha Luang Ta Bua, tổng cộng, họ tìm thấy xác của 40 con hổ non chỉ một hoặc hai ngày tuổi trong tủ đá, sau đó cảnh sát và quan chức bảo vệ động vật được triển khai tới chùa Hổ từ đầu tuần để đưa 137 con hổ rời khỏi đây, ngoài 52 con hổ đã được đưa khỏi chùa, 85 con vẫn còn ở đó.
Có 22 người đã bị buộc tội sở hữu động và buôn bán động vật hoang dã. Những người này, trong đó có 3 nhà sư, bị bắt khi tìm cách bỏ trốn trên xe tải chất đầy da hổ. Các nhà chức trách tìm thấy da hổ và các lá bùa trong một xe tải đang rời khỏi chùa. Họ phát hiện nhiều bộ phận cơ thể của hổ gồm hai bộ da, khoảng 10 chiếc răng nanh và hàng chục miếng da hổ nhỏ hơn trên xe. Như vậy, sau một thập kỷ bị cáo buộc ngược đãi, buôn bán và nuôi nhốt động vật hoang dã bất hợp pháp, chùa Hổ bị hơn 1.000 cảnh sát và binh sĩ quân đội đột kích, phanh phui bê bối làm chấn động thế giới. Đích đến của các hoạt động buôn bán hổ ở Thái Lan là Trung Quốc, một thị trường không bao giờ được thỏa mãn.

### Đường dây

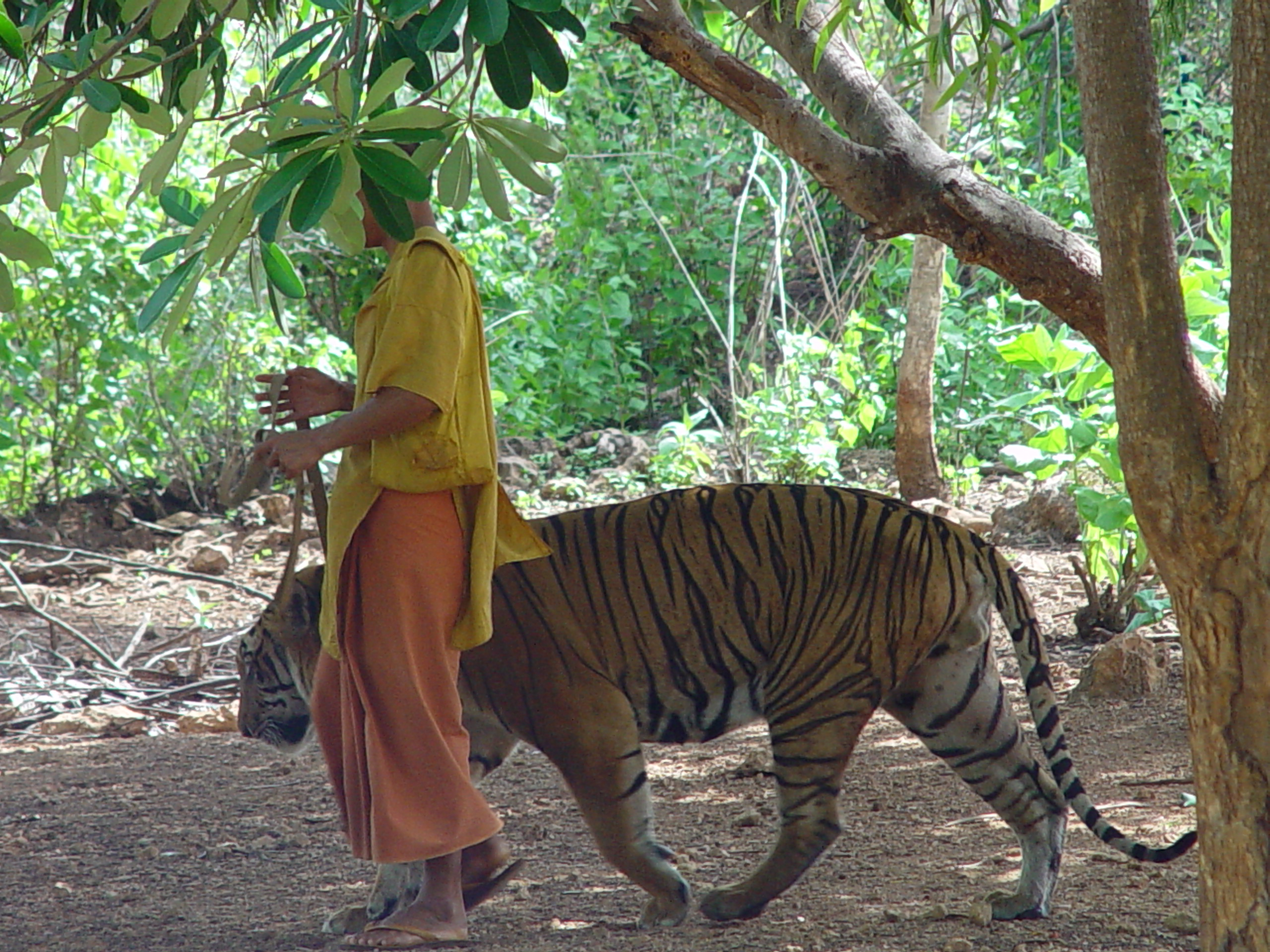
Con hổ đực tại chùa

Nuôi hổ trở thành ngành công nghiệp bùng nổ nhanh chóng và sinh lợi lớn ở quốc gia đông dân nhất thế giới. Chúng thường núp dưới danh nghĩa các trung tâm bảo tồn. Tại Trung Quốc, hổ được coi là vị thuốc quý, khiến chúng bị đẩy tới bên bờ vực tuyệt chủng. Cuộc đột kích vào chùa Hổ, Thái Lan hé lộ hoạt động buôn bán động vật hoãng dã lan tới khu vực Đông Nam Á. Nó cũng cho thấy nhiều cái gọi là khu bảo tồn và trang trại bí mật bán xác hổ vì chúng rất có giá trị trên thị trường chợ đen.
Sự lỏng lẻo tại biên giới Thái Lan, Myanmar, Lào và Trung Quốc khiến các hoạt động buôn bán hổ và các động vật hoang dã khác phát triển mạnh bất chấp lệnh cấm quy mô toàn cầu. Ngay khi xác hổ tới Trung Quốc, giá trị của chúng tăng mạnh.Tại Trung Quốc, da một con hổ nuôi nhốt có giá 60.000 USD trong khi rượu cốt hổ giá 500 USD/chai. Xương hổ có giá trị tương đương với vàng trong khi một bát súp pín hổ có giá tới 300 USD.

## Hậu kỳ
Đến tháng 7 năm 2016, toàn bộ số hổ đã được di dời khỏi chùa Hổ đến tại trung tâm Khaozon và Khao Prathap Chang ở huyện Chom Bung, tỉnh Ratchaburi. Nhân viên được trang bị súng bắn thuốc mê để bắt sống đàn thú, Có vẻ như đền thờ cố ý thả rông những con hổ để cản trở công việc. Tuy nhiên, do quen ở chùa, hổ Thái Lan cự tuyệt thịt tươi sống, không quen ăn thịt sống nên nhiều con hổ tự bỏ đói mình. Chúng trở nên dễ kích động và thường xuyên gầm gừ, các con vật có dấu hiệu kích động và thường xuyên gầm gừ. Có con hổ còn đang ốm và gặp khó khăn về hô hấp do không quen ăn thực phẩm tươi sống. Những con hổ trong độ tuổi 3-8 đều được cung cấp thêm vitamin để giải tỏa căng thẳng. Những con hổ đang phải thích nghi với môi trường, thức ăn mới nên sẽ căng thẳng và dễ kích động, thể hiện qua tiếng gầm gừ liên tục. Một số con hổ thậm chí bỏ ăn hoàn toàn do chỉ quen ăn đồ nấu chín và hầu như không động tới thịt gà sống. Con hổ bị chết đã được 6 tuổi và là một trong 10 con lớn nhất chuyển từ Chùa Hổ, nguyên nhân do nhiễm trùng dạ dày và ruột non, thời tiết nắng nóng vào đầu năm nay cũng có thể là một nguyên nhân.